# Faustprojekt
Das Faustprojekt ist ein Projekt für Schulen auf Basis des Originaltextes von Goethes Faust 1 und Faust 2. Trägerin des Projekts ist die Fondazione L’Unione Europea Berlin, die bereits das Nonoprojekt als gemeinnütziges Unterrichtsprojekt für Schulen in Europa entwickelt hat.

## Redaktionsteam
Verantwortlich für die Entwicklung des Faustprojekts und die redaktionelle Bearbeitung der Faustadaption ist ein Autorenteam von Incontri Europei.

## Die deutsche Fassung
Zielvorgabe war die Erstellung eines Textes, der Schulen die Befassung mit den beiden Teilen von Goethes Faust 1 und 2 auf Basis des Originaltextes erlaubt und erleichtert, der zugleich aber auch schulinterne Aufführungen im Format eines Kammerspiels ermöglicht.
Ausgewählt wurden durch das Redaktionsteam insgesamt 21 Textpassagen: aus Faust Teil 2 jeweils eine Passage aus jedem der fünf Akte, aus Faust Teil 1 mehrere Passagen bis zu der Kerkerszene.
Das Autorenteam verständigte sich auf das Prinzip, in der Reihenfolge der ausgewählten Szenen exakt den Goethe-Text widerzuspiegeln und die Geschichte von Goethes Faust vom Ende her zu erzählen. Prinzip war, die ausgewählten Teile aus dem Text Goethes in einer umgekehrten Reihenfolge anzuordnen und diese Umkehrung stringent einzuhalten, also dabei nicht zu springen, den Text Goethes nicht als Steinbruch zu benutzen und auch nicht etwa modernistisch willkürlich in Form einer neugeformten Collage abzubilden.
So beginnt die neue Fassung mit einem Zitat von Mephisto aus Akt 5 von Faust Teil 2, das gleichsam das Motto zu dieser modernen Faustversion bildet:

„Chor
Es ist vorbei. 
Mephisto
Vorbei! ein dummes Wort. Warum vorbei? 
Vorbei und reines Nicht, vollkommnes Einerlei!
Was soll uns denn das ew’ge Schaffen! 
Geschaffenes zu nichts hinwegzuraffen!
Da ist’s vorbei.Was ist daran zu lesen?
Es ist so gut, als wär’ es nicht gewesen.
Und treibt sich doch im Kreis, als wenn es wäre.
Ich liebte mir dafür das Ewig-Leere“

Die Folge mit den Vier Grauen aus Faust Teil 2 erscheint als zweite Sequenz. Der Prolog wiederum aus Faust Teil 1 mutierte zur vorletzten Folge. Mit den beiden letzten Zeilen aus der Zueignung vom Anfang von Faust Teil 1 endet die neue Faustversion:

„Was ich besitze, seh ich wie im Weiten, und was verschwand, wird mir zu Wirklichkeiten.“

Die Sequenzen und Textpassagen, neu angeordnet in dieser gedrehten Form, ergeben in der Spielabfolge einen neuen eigenen Sinn. Der umgedrehte Faust ist als ein Fünf-Personen-Stück (Faust, Mephisto, Margarete, Marthe, Valentin) ein Kammerspiel, das ohne Pause in eineinhalb Stunden – auch szenisch – an Schulen aufführbar ist.
Inhaltlich wird durch die umgekehrte Abfolge der Passagen in dieser Faust-Version erreicht, dass Margarete am Leben bleibt und daher zusammen mit Marthe gegenüber dem Männerduo Faust & Mephisto bis zum Ende einen Counterpart spielen kann.

## Die französische Fassung
Der vorliegende deutsche Text Die Farben des Schachs wurde in einem weiteren Arbeitsschritt von dem Autorenteam auch in französischer Sprache erarbeitet – Titel: Les Cahiers de Perséphone, wobei sich die Autoren an die Übersetzung durch Gérard de Nerval hielten, die 1827 erschienen ist, und die für Jugendliche heute geeigneter erscheint als die neuere Übersetzung durch Jean Lacoste und Jacques Le Rider (Éditions Bartillat) aus dem Jahr 2009. 

## Editionen und Widmung
Die gedruckten Ausgaben für das Faustprojekt sind dokumentiert als deutsche Fassung mit dem Titel Die Farben des Schachs sowie als französische Fassung mit dem Titel Les Cahiers de Perséphone – beide in der Edition der Fondazione L’Unione Europea Berlin. Die Editionen zum Faustprojekt sind dem Berliner Kunstförderer Peter Raue gewidmet, einem der maßgeblichen Weggefährten des Nonoprojekts der Stiftung.

## Das Faustische
Goethe hat mit Faust I und II ein Vermächtnis der Unausweichlichkeit des Weges der Menschheit in die Apokalypse hinterlassen – im Namen der Weimarer Klassik als Referenzrahmen für nachfolgende Generationen. Jeder, der sich mit Goethes Faust und dem Fauststoff auseinandersetzt, ist mit dem facettenreichen Begriff des Faustischen konfrontiert, der zum einen von Goethes Werk geprägt ist, und der zum anderen aber auch seine fatalen Wurzeln und seine folgenreichen zerstörerischen Auswirkungen in der deutschen Geschichte findet. Goethes Faust ist das Drama einer immerwährenden Dystopie, ein zukunftspessimistisches Szenario in der rückwärtsgewandten Prägung der Weimarer Klassik.
Vor diesem Hintergrund ist die Initiative für das Faustprojekt durch die Fondazione L’Unione Europea Berlin als eine Aufforderung zu verstehen, das Faustische aus der eigenen Lebensplanung zu streichen und dennoch zugleich in einem überschaubaren Zeitrahmen die Problematik des komplexen Werks von Goethes Faust I und II zu erfassen. Entsprechend heißt es im Vorwort zu den Editionen Die Farben des Schachs und Les Cahiers de Perséphone: 

„In einer mündlichen Überlieferung aus dem Reisegepäck eines Weisen heißt es, die Leerheit sei frei von allem, auch von der Leerheit selber – ausgenommen die Liebe, obgleich auch diese frei ist von inhärenter Existenz. Diese Zuordnung aus der Perspektive der Weisheit, die eine Einheit von Leerheit und Liebe ist, scheint es wert zu sein, dass man darüber sorgfältig nachdenkt. Vielleicht könnten dadurch viele Missverständnisse, die Goethe mit seinen längeren Traktaten in Faust I und II hinterlassen hat, verstanden und beseitigt werden.“